# Клодий Езоп
Клодий Езоп (на латински: Clodius Aesopus) е римски поет на трагедии през 50 пр.н.е. по времето на Цицерон. Името му показва, че е вероятно освободен роб от фамилията Клодии.
Приятел е с Цицерон и прочутия артист Росций. Цицерон взема уроци при двамата. Плутарх споменава това в Cicero, 5.
За последен път е споменат през 55 пр.н.е., че е зрител при игрите за откриването на театъра на Помпей. Той оставя голямо богатство, което синът му разпилява (Хораций, Sat. iii. 3. 239).